# 132gy busz (Budapest, 1977–1995)
A budapesti 132-es (gyors 132-es) jelzésű autóbusz Kőbánya, városközpont és Újpalota, Nyírpalota utca között közlekedett. A járatot a Budapesti Közlekedési Vállalat üzemeltette.

## Története
1975. szeptember 1-jén gyorsjárat indult Újpalotára 132Y jelzéssel, mely Kőbánya, Állomás utca és Újpalota, Felszabadulás útja között közlekedett, munkanapokon csúcsidőben. 1977. január 3-ától 132-es jelzéssel, változatlan paraméterekkel közlekedett tovább. 1982. május 3-ától az új Kőbánya, városközpont végállomásról indult. Újpalotai végállomása 1992. január 3-án az Újpalota, Nyírpalota utca nevet kapta. 1995. június 9-én megszüntették.

## Útvonala
| Újpalota, Nyírpalota utca felé | Kőbánya, városközpont felé |
| --- | --- |
| Kőbánya, városközpont vá. – Korponai utca – Liget utca – Bánya utca – Szent László tér – Kőrösi Csoma Sándor út – Élessarok – Fehér út – Örs vezér tere – Nagy Lajos király útja – Bosnyák tér – Csömöri út – Felüljáró – Drégelyvár utca – Nyírpalota utca – Újpalota, Nyírpalota utca vá. | Újpalota, Nyírpalota utca vá. – Nyírpalota utca – Drégelyvár utca – Felüljáró – Csömöri út – Rákospatak utca – Telepes utca – Nagy Lajos király útja – Örs vezér tere – Fehér út – Élessarok – Kőrösi Csoma Sándor út – Kőbánya, városközpont vá. |

## Megállóhelyei
| 0  | Kőbánya, városközpont végállomás     | 28 | 9, 17, 17, 32, 32, 51, 62, 62, 95, 117, 185 13, 28 Kőbánya alsó                                                        |
| ∫  | Liget tér                            | 27 | 9, 32, 32 |
| 3  | Szent László tér                     | 26 | 9, 17, 32, 32, 62, 62, 185 13, 28                                                                                      |
| 6  | Élessarok                            | 23 | 32, 32, 61, 61, 62, 62, 85, 168 13, 28, 37                                                                             |
| 11 | Örs vezér tere                       | 19 | Gödöllői és csömöri HÉV 31, 32, 32, 44, 44A, 45, 46, 61, 61, 61E, 67, 76, 77, 85, 85, 100, 131, 144, 168 13, 62 81, 82 |
| 15 | Egressy út                           | 13 | 32, 32 62 77 |
| 18 | Bosnyák tér                          | 11 | 7, 7, 24, 32, 32, 70, 73, 77, 173 44, 62                                                                               |
| 20 | Miskolci utca                        | 7  | 73, 77 |
| 21 | Molnár Viktor utca                   | 5  | 73, 77, 173 |
| 23 | Apolló utca                          | 4  | 73, 77 |
| 24 | Madách utca                          | 3  | 73, 77, 177 |
| 25 | Zsókavár utca                        | 2  | 73, 96, 96, 130, 173 69                                                                                                |
| 26 | Páskomliget utca                     | 1  | 73, 130 69 |
| 27 | Újpalota, Nyírpalota utca végállomás | 0  | 73, 130, 173 |